# 키메라 (2023년 영화)
《키메라》(이탈리아어: La chimera)는 2023년 개봉한 로맨틱 시대극 영화이다. 알리체 로르바케르가 감독과 각본을 맡았다. 제76회 칸 영화제 황금종려상 경쟁후보작이다.

## 줄거리
1980년대, 감옥에서 출소한 전직 영국인 고고학자 아서가 이탈리아로 돌아온다. 그는 과거에 에트루리아 유물을 훔쳐 미술상 스파르타코에게 팔았던 전력이 있다. 아서는 실종된 전 여자친구 베니아미나의 어머니 플로라의 집을 방문하고, 그곳에서 가정부이자 학생인 이탈리아를 만난다. 플로라는 딸이 언젠가 돌아올 것이라고 믿지만, 다른 가족들은 아서를 탐탁지 않게 여긴다. 아서는 제대로 된 옷도 없이 추위에 떨다 감기에 걸리고, 자신이 숨겨둔 유물들이 사라진 것을 발견한다.
아서는 옛 동료들을 찾아 유물을 되찾고, 그들과 함께 마을 축제에 참여한다. 축제에서 한 농부가 자신의 땅에 있는 무덤을 찾아달라고 하자, 아서 일행은 탐색에 나선다. 아서는 특이한 능력으로 무덤 위치를 찾아내고, 동료들과 함께 몰래 무덤을 파헤쳐 유물을 훔친다. 그들은 스파르타코에게 유물을 팔며 돈을 벌지만, 아서와 이탈리아는 점차 가까워진다. 하지만 아서의 무덤 도굴 행위를 알게 된 이탈리아는 그를 비난하고 떠난다.
무덤에서 발견된 아르투메 여신상을 옮기려다 경찰의 사이렌 소리에 도망치던 중, 다른 도굴단이 유물을 노리고 있었음을 알게 된다. 이탈리아는 가족에게 발각되어 집에서 쫓겨나고, 아서는 스파르타코와 협상을 위해 여신상의 머리를 가져가지만 결국 강에 던져버린다. 아서의 동료들은 분노하여 그와 헤어지고, 아서는 거리에서 방황하다 이탈리아의 딸 콜롬비나를 만난다. 콜롬비나는 아서를 이끌어 이탈리아와 재회하게 하지만, 다음날 아서는 다시 떠난다.
결국 아서는 이전에 경찰로 위장했던 도굴단에 합류하여 무덤으로 들어가는 터널로 향한다. 터널 안으로 들어가자마자 입구가 무너져 아서는 갇히게 되고, 마지막으로 베니아미나와 재회하는 환상을 본다.

## 출연
- 조시 오코너 - 아서
- 캐럴 두아르치 - 이탈리아
- 빈첸초 네몰라토 - 피로
- 알바 로르바케르[2] - 프리다
- 이사벨라 로셀리니 - 플로라
- 루 루아르콜리네 - 멜로디
- 잔 피에로 카프레토 - 마리오
- 라모나 피오리니 - 파브리아나
- 줄리아노 만토바니 - 제리
- 멜키오레 팔라 - 멜키오레
- 일레 비아넬로[3] - 베니아미나
- 율리아 판돌포 - 콜롬비나
- 루카 가르줄로
- 카를로 타르마티
- 루카 치코바니 - 시코 일 토시코 역

## 참고 사항
- 이탈리아 중부의 토스카나, 움브리아, 라치오주에서 촬영되었다.